# Tőtös
Tőtös falu Romániában, Bihar megyében.

## Fekvése
Bihar megyében, a Réz-hegység alatt, Élesdtől keletre, Tinód és Kisősi között, a Sebes-Körös jobb partján fekvő település.

## Története
Tőtös -ről írásbeli források csak az 1800-as évekből ismertek. Ekkor a gróf Batthyány családot írták a település birtokosának.
A 20. század elején Tőtös nagyobb birtokosaként gróf Zichy Ödön volt említve.
Fényes Elek 1851-ben a következőket írta a községről: "Oláh falu, Bihar vármegyében, a Sebes-Körös völgyében, az Élesdről Báródra vivő ország- és postaútban: 352  n.e. óhitű lakossal, s anyatemplommal, özv. gr. Haller Lászlónénak egy vendégfogadójával. Határában van belső szántó 20, külső urb. szántó 520, majorsági 4, szőlő 25, urb. szőlő 25, majors. erdő 2560 hold. Földje igen középszerű; sok gyümölcsös. Folyója a Sebes-Körös. Birja az egész helyet özv. Batthyáni Vinczéné. E határ szélén, Lokk felé ezelőtt egy jobbágy igen használható kova (tűzkő) bányát művelt, de jelenleg pusztán áll."
Borovszky Samu egy évszázaddal később,  az 1900-as évek elején írta a településről: "…az élesdi járás egyik körjegyzősége, túlnyomóan gör. kath. vallású, oláh lakosokkal. Házainak száma 136, lakosaié 659. Postája, távírója és vasúti állomása Élesd…"
Tőtös a trianoni békeszerződés előtt Bihar vármegye élesdi járásához tartozott.

## Nevezetességek
- Görög kat. templom.